# Warora
Warora är en ort i Indien.   Den ligger i delstaten Maharashtra, i den centrala delen av landet, 1 000 km söder om huvudstaden New Delhi. Warora ligger 208 meter över havet och antalet invånare är 41 523.
Terrängen runt Warora är mycket platt. Runt Warora är det ganska tätbefolkat, med 139 invånare per kvadratkilometer. Närmaste större samhälle är Wani, 20,0 km söder om Warora. Trakten runt Warora består till största delen av jordbruksmark.